# Дискографија The Weeknd-а
Дискографија The Weeknd-а, канадског певача и текстописца, комплетан је списак његових издатих синглова, албума и видеа којих је издало више издавачких кућа. У својој досадашњој каријери издао је три студијских албума, три микстејпа, један ЕП, и један компилацијски албум, Trilogy 2012. године, који је садржао сва три његова микстејпа: House of Balloons, Thursday, и Echoes of Silence. The Weeknd је објавио студијске албуме Kiss Land 2013. године, Beauty Behind the Madness 2015. године и Starboy 2016. године, као и ЕП под називом My Dear Melancholy 2018. године. Објавио је тридесет-седам синглова, укључујући четрнаест као гостујући извођач, и двадесет-шест музичких видео-спотова.

## Албуми

### Студијски албуми
| Наслов | Детаљи албума | Позиције на топ-листама | Позиције на топ-листама | Позиције на топ-листама | Позиције на топ-листама | Позиције на топ-листама | Позиције на топ-листама | Позиције на топ-листама | Позиције на топ-листама | Позиције на топ-листама | Позиције на топ-листама | Број продатих примерака                         | Сертификати |
| Наслов | Детаљи албума | КАН                     | АУС                     | ДАН                     | ФРА                     | НЕМ                     | ХОЛ                     | НЗЛ                     | ШВЕ                     | УК                      | САД                     | Број продатих примерака                         | Сертификати |
| --- | --- | ----------------------- | ----------------------- | ----------------------- | ----------------------- | ----------------------- | ----------------------- | ----------------------- | ----------------------- | ----------------------- | ----------------------- | ----------------------------------------------- | --- |
| Kiss Land | - Датум објављивања: 10. септембар 2013. година - Издавачка кућа: XO, Рипаблик - Формат(и): CD, LP, дигитални даунлоуд        | 2                       | 30                      | 6                       | 93                      | 93                      | —                       | 52                      | 60                      | 12                      | 2                       | - САД: 273.000                                  | - MC: златни |
| Beauty Behind the Madness                                                                                    | - Датум објављивања: 28. август 2015. година - Издавачка кућа: XO, Рипаблик - Формат(и): CD, LP, дигитални даунлоуд, касета   | 1                       | 1                       | 2                       | 6                       | 7                       | 2                       | 2                       | 1                       | 1                       | 1                       | - ШС: 3.600.000 - КАН: 130.000 - САД: 1.130.000 | - MC: 4× платинумски - ARIA: платинумски - BPI: платинумски - IFPI ДАН: 2× платинумски - IFPI ШВЕ: платинумски - RIAA: 3× платинумски                                     |
| Starboy | - Датум објављивања: 25. новембар 2016. година - Издавачка кућа: XO, Рипаблик - Формат(и): CD, LP, дигитални даунлоуд         | 1                       | 1                       | 1                       | 10                      | 10                      | 3                       | 5                       | 1                       | 5                       | 1                       | - КАН: 179.000                                  | - MC: 3× платинумски - ARIA: златни - BPI: платинумски - BVMI: златни - IFPI ДАН: 3× платинумски - IFPI ШВЕ: 2× платинумски - RIAA: 2× платинумски - SNEP: 2× платинумски |
| After Hours                                                                                                  | - Датум објављивања: 25. март 2020. - Издавачка кућа: XO, Рипаблик - Формат(и): CD, LP, дигитални даунлоуд                    | 1                       | 1                       | 1                       | 2                       | 5                       | 1                       | 1                       | 1                       | 1                       | 1                       | - КАН: 54. 000 - САД: 480.000                   | - MC: 3× платинумски - ARIA: златни - BPI: златни - IFPI ДАН: 3× платинумски - IFPI ШВЕ: 2× платинумски - RIAA: 2× платинумски - RMNZ: платинумски - SNEP: 2× платинумски |
| Dawn FM | - Датум објављивања: 7. јануар 2022. - Издавачка кућа: XO, Рипаблик - Формат(и): CD, LP, дигитални даунлоуд, стриминг, касета | —                       | —                       | —                       | —                       | —                       | —                       | —                       | —                       | —                       | —                       |                                                 | |
| "—" озачава издање које или није дебитовало на тој топ-листи или није дебитовало у/на тој држави/територији. | |                         |                         |                         |                         |                         |                         |                         |                         |                         |                         |                                                 | |

### Компилацијски албуми
| Наслов | Детаљи албума | Позиције на топ-листама | Позиције на топ-листама | Позиције на топ-листама | Позиције на топ-листама | Позиције на топ-листама | Позиције на топ-листама | Позиције на топ-листама | Позиције на топ-листама | Број продатих примерака | Сертификати                                                                  |
| Наслов | Детаљи албума | КАН                     | АУС                     | ДАН                     | ФРА                     | НЕМ                     | ХОЛ                     | УК                      | САД                     | Број продатих примерака | Сертификати                                                                  |
| --- | --- | ----------------------- | ----------------------- | ----------------------- | ----------------------- | ----------------------- | ----------------------- | ----------------------- | ----------------------- | ----------------------- | ---------------------------------------------------------------------------- |
| Trilogy | - Датум објављивања: 9. новембар 2012. година - Издавачка кућа: XO, Рипаблик - Формат(и): CD, LP, дигитални даунлоуд | 5                       | 93                      | 22                      | 128                     | 90                      | 48                      | 37                      | 4                       | - САД: 600.000          | - MC: 2× платинумски - BPI: златни - IFPI ДАН: златни - RIAA: 2× платинумски |
| "—" озачава издање које или није дебитовало на тој топ-листи или није дебитовало у/на тој држави/територији. | |                         |                         |                         |                         |                         |                         |                         |                         |                         |                                                                              |

### Микстејпови
| Наслов            | Детаљи албума                                                                                           |
| ----------------- | --- |
| House of Balloons | - Датум објављивања: 21. март 2011. година - Издавачка кућа: XO - Формат(и): LP, дигитални даунлоуд     |
| Thursday          | - Датум објављивања: 18. август 2011. година - Издавачка кућа: XO - Формат(и): LP, дигитални даунлоуд   |
| Echoes of Silence | - Датум објављивања: 21. децембар 2011. година - Издавачка кућа: XO - Формат(и): LP, дигитални даунлоуд |

### ЕПови
| Наслов | Детаљи ЕП-а | Позиције на топ-лисама | Позиције на топ-лисама | Позиције на топ-лисама | Позиције на топ-лисама | Позиције на топ-лисама | Позиције на топ-лисама | Позиције на топ-лисама | Позиције на топ-лисама | Позиције на топ-лисама | Број продатих примерака | Сертификати    |
| Наслов | Детаљи ЕП-а | КАН                    | АУС                    | ДАН                    | НЕМ                    | ХОЛ                    | НЗЛ                    | ШВЕ                    | УК                     | САД                    | Број продатих примерака | Сертификати    |
| --- | --- | ---------------------- | ---------------------- | ---------------------- | ---------------------- | ---------------------- | ---------------------- | ---------------------- | ---------------------- | ---------------------- | ----------------------- | -------------- |
| My Dear Melancholy                                                                                           | - Датум објављивања: 30. март 2018. година - Издавачка кућа: XO, Рипаблик - Формат(и): CD, дигитални даунлоуд, стриминг | 1                      | 3                      | 1                      | 7                      | 3                      | 2                      | 1                      | 3                      | 1                      | - САД: 117.000          | - BPI: сребрни |
| "—" озачава издање које или није дебитовало на тој топ-листи или није дебитовало у/на тој држави/територији. | |                        |                        |                        |                        |                        |                        |                        |                        |                        |                         |                |

## Синглови

### Као главни извођач
| Наслов | Година издања | Позиције на топ-листама | Позиције на топ-листама | Позиције на топ-листама | Позиције на топ-листама | Позиције на топ-листама | Позиције на топ-листама | Позиције на топ-листама | Позиције на топ-листама | Позиције на топ-листама | Позиције на топ-листама | Сертификати | Албум                                                 |
| Наслов | Година издања | КАН                     | АУС                     | ДАН                     | ФРА                     | НЕМ                     | ХОЛ                     | НЗЛ                     | ШВЕ                     | УК                      | САД                     | Сертификати | Албум                                                 |
| --- | ------------- | ----------------------- | ----------------------- | ----------------------- | ----------------------- | ----------------------- | ----------------------- | ----------------------- | ----------------------- | ----------------------- | ----------------------- | --- | ----------------------------------------------------- |
| "Wicked Games"                                                                                               | 2012          | 43                      | —                       | —                       | —                       | —                       | —                       | —                       | —                       | 152                     | 53                      | - MC: златни - BPI: сребрни - IFPI ДАН: златни - RIAA: 2× платинумски | Trilogy                                               |
| "Twenty Eight"                                                                                               | 2012          | —                       | —                       | —                       | —                       | —                       | —                       | —                       | —                       | 150                     | —                       | | Trilogy                                               |
| "The Zone" (дует са Дрејком)                                                                                 | 2012          | —                       | —                       | —                       | —                       | —                       | —                       | —                       | —                       | —                       | —                       | | Trilogy                                               |
| "Kiss Land"                                                                                                  | 2013          | —                       | —                       | —                       | —                       | —                       | —                       | —                       | —                       | —                       | —                       | | Kiss Land                                             |
| "Belong to the World"                                                                                        | 2013          | —                       | —                       | —                       | —                       | —                       | —                       | —                       | —                       | —                       | —                       | | Kiss Land                                             |
| "Love in the Sky"                                                                                            | 2013          | —                       | —                       | —                       | —                       | —                       | —                       | —                       | —                       | —                       | —                       | | Kiss Land                                             |
| "Life For" (featuring Drake)                                                                                 | 2013          | —                       | —                       | —                       | —                       | —                       | —                       | —                       | —                       | 111                     | —                       | | Kiss Land                                             |
| "Pretty" | 2013          | —                       | —                       | —                       | —                       | —                       | —                       | —                       | —                       | —                       | —                       | | Kiss Land                                             |
| "Wanderlust"                                                                                                 | 2014          | 45                      | —                       | —                       | —                       | —                       | —                       | —                       | —                       | —                       | —                       | | Kiss Land                                             |
| "Often" | 2014          | 69                      | —                       | —                       | —                       | —                       | 65                      | —                       | 55                      | 65                      | 59                      | - MC: златни - BPI: златни - IFPI ДАН: платинумски - IFPI ШВЕ: платинумски - RIAA: 3× платинумски | Beauty Behind the Madness                             |
| "Love Me Harder" (са Аријаном Гранде)                                                                        | 2014          | 10                      | 19                      | 18                      | 27                      | 35                      | 12                      | 28                      | 26                      | 48                      | 7                       | - MC: платинумски - ARIA: платинумски - BPI: сребрни - IFPI ДАН: платинумски - IFPI ШВЕ: платинумски - RIAA: 3× платинумски                                                                                 | My Everything                                         |
| "Earned It"                                                                                                  | 2014          | 8                       | 13                      | 2                       | 2                       | 17                      | 8                       | 7                       | 7                       | 4                       | 3                       | - MC: 2× платинумски - ARIA: платинумски - BPI: платинумски - BVMI: златни - IFPI ДАН: 2× платинумски - IFPI ШВЕ: 3× платинумски - RIAA: 5× платинумски - RMNZ: платинумски - SNEP: златни                  | Fifty Shades of Grey                                  |
| "The Hills"                                                                                                  | 2015          | 1                       | 3                       | 11                      | 11                      | 10                      | 29                      | 2                       | 12                      | 3                       | 1                       | - MC: 3× платинумски - ARIA: 3× платинумски - BPI: 2× платинумски - BVMI: платинумски - IFPI ДАН: платинумски - IFPI ШВЕ: 3× платинумски - RIAA: 9× платинумски - RMNZ: 2× платинумски                      | Beauty Behind the Madness                             |
| "Can't Feel My Face"                                                                                         | 2015          | 1                       | 2                       | 1                       | 5                       | 14                      | 3                       | 1                       | 6                       | 3                       | 1                       | - ARIA: 4× платинумски - BPI: 2× платинумски - BVMI: платинумски - IFPI ДАН: 2× платинумски - IFPI ШВЕ: 6× платинумски - RIAA: 7× платинумски - RMNZ: 3× платинумски - SNEP: златни                         | Beauty Behind the Madness                             |
| "In the Night"                                                                                               | 2015          | 12                      | 13                      | 26                      | 124                     | 72                      | 22                      | 22                      | 40                      | 48                      | 12                      | - MC: платинумски - ARIA: платинумски - BPI: сребрни - IFPI ДАН: златни - IFPI ШВЕ: платинумски - RIAA: 2× платинумски - RMNZ: златни                                                                       | Beauty Behind the Madness                             |
| "Acquainted"                                                                                                 | 2015          | 73                      | 96                      | —                       | —                       | —                       | —                       | —                       | —                       | 90                      | 60                      | - RIAA: платинумски | Beauty Behind the Madness                             |
| "Starboy" (дует са Дафтом Панком)                                                                            | 2016          | 1                       | 2                       | 1                       | 1                       | 3                       | 1                       | 1                       | 1                       | 2                       | 1                       | - MC: 3× платинумски - ARIA: 4× платинумски - BPI: 2× платинумски - BVMI: 3× златни - IFPI ДАН: 2× платинумски - IFPI ШВЕ: 4× платинумски - RIAA: 6× платинумски - RMNZ: 2× платинумски - SNEP: дијамантски | Starboy                                               |
| "I Feel It Coming" (дует са Дафтом Панком)                                                                   | 2016          | 10                      | 7                       | 6                       | 1                       | 29                      | 4                       | 7                       | 5                       | 9                       | 4                       | - ARIA: 3× платинумски - BPI: платинумски - BVMI: златни - IFPI ДАН: платинумски - IFPI ШВЕ: 3× платинумски - RIAA: 3× платинумски - RMNZ: платинумски - SNEP: дијамантски                                  | Starboy                                               |
| "Party Monster"                                                                                              | 2016          | 8                       | 33                      | 16                      | 88                      | 34                      | 27                      | 27                      | 26                      | 17                      | 16                      | - ARIA: златни - BPI: сребрни - RIAA: платинумски | Starboy                                               |
| "Reminder"                                                                                                   | 2017          | 16                      | —                       | —                       | 74                      | 93                      | 60                      | —                       | 76                      | 39                      | 31                      | - MC: 2× платинумски - BPI: сребрни - RIAA: платинумски | Starboy                                               |
| "Rockin'" | 2017          | 25                      | —                       | —                       | 176                     | 60                      | 25                      | —                       | 12                      | 26                      | 44                      | | Starboy                                               |
| "Die for You"                                                                                                | 2017          | 35                      | —                       | —                       | 137                     | —                       | 96                      | —                       | —                       | 74                      | 43                      | - MC: златни - RIAA: платинумски | Starboy                                               |
| "Pray for Me" (са Кендриком Ламаром)                                                                         | 2018          | 5                       | 9                       | 6                       | 14                      | 24                      | 22                      | 12                      | 4                       | 11                      | 7                       | - ARIA: платинумски - BPI: сребрни - IFPI ДАН: златни - RIAA: платинумски - RMNZ: златни | Black Panther: The Album - Music from and Inspired By |
| "Call Out My Name"                                                                                           | 2018          | 1                       | 3                       | 3                       | 22                      | 7                       | 14                      | 7                       | 6                       | 7                       | 4                       | - MC: платинумски - ARIA: 2× платинумски - BPI: сребрни - RIAA: платинумски - RMNZ: златни | My Dear Melancholy                                    |
| "—" озачава издање које или није дебитовало на тој топ-листи или није дебитовало у/на тој држави/територији. |               |                         |                         |                         |                         |                         |                         |                         |                         |                         |                         | |                                                       |

### Као гостујући извођач
| Наслов | Година издања | Позиције на топ-листама | Позиције на топ-листама | Позиције на топ-листама | Позиције на топ-листама | Позиције на топ-листама | Позиције на топ-листама | Позиције на топ-листама | Позиције на топ-листама | Позиције на топ-листама | Позиције на топ-листама | Сертификати                                                                               | Албум                                                                |
| Наслов | Година издања | КАН                     | АУС                     | БЕЛ (Фландрија)         | ДАН                     | ХОЛ                     | НЗЛ                     | УК                      | УК р&б                  | САД                     | САД р&б /HH             | Сертификати                                                                               | Албум                                                                |
| --- | ------------- | ----------------------- | ----------------------- | ----------------------- | ----------------------- | ----------------------- | ----------------------- | ----------------------- | ----------------------- | ----------------------- | ----------------------- | ----------------------------------------------------------------------------------------- | -------------------------------------------------------------------- |
| "Crew Love" (Дрејк у дуету са The Weeknd-ом)                                                                 | 2012          | 80                      | —                       | —                       | —                       | —                       | —                       | 37                      | 7                       | 80                      | 9                       | - BPI: сребрни - RIAA: платинумски                                                        | Take Care                                                            |
| "Remember You" (Виз Калифа у дуету са The Weeknd-ом)                                                         | 2012          | —                       | —                       | —                       | —                       | —                       | —                       | 186                     | 31                      | 63                      | 15                      | - RIAA: платинумски                                                                       | O.N.I.F.C.                                                           |
| "One of Those Nights" (Ђуси Џи у дуету са The Weeknd-ом)                                                     | 2013          | —                       | —                       | —                       | —                       | —                       | —                       | —                       | —                       | —                       | —                       |                                                                                           | Stay Trippy (Делукс)                                                 |
| "Odd Look (Ремикс)" (Кавински у дуету са The Weeknd-ом)                                                      | 2013          | —                       | —                       | 10                      | —                       | —                       | —                       | —                       | —                       | —                       | —                       |                                                                                           | Odd Look                                                             |
| "Elastic Heart" (Сија у дуету са The Weeknd-ом и Диплом)                                                     | 2013          | —                       | 67                      | 35                      | 21                      | 46                      | 7                       | 61                      | —                       | —                       | —                       | - IFPI ДАН: златни - RMNZ: платинумски                                                    | The Hunger Games: Catching Fire – Original Motion Picture Soundtrack |
| "Or Nah" (Ремикс) (Ty Dolla Sign у дуету са The Weeknd-ом, Визом Калифом и Ди-џејом Мастардом)               | 2014          | —                       | —                       | —                       | —                       | —                       | —                       | —                       | —                       | —                       | —                       |                                                                                           | Није сингл са албума                                                 |
| "Drinks on Us" (Мајк Вил Мејд Ит у дуету са Свијем Лијем, Future-ом и The Weeknd-ом)                         | 2015          | —                       | —                       | —                       | —                       | —                       | —                       | —                       | —                       | —                       | —                       |                                                                                           | Ransom                                                               |
| "Might Not" (Бели у дуету са The Weeknd-ом)                                                                  | 2015          | 28                      | —                       | —                       | —                       | —                       | —                       | —                       | —                       | 68                      | 21                      | - MC: 2× платинумски - RIAA: платинумски                                                  | Up For Days                                                          |
| "Wonderful" (Тревис Скот у дуету са The Weeknd-ом)                                                           | 2016          | —                       | —                       | —                       | —                       | —                       | —                       | —                       | —                       | —                       | —                       |                                                                                           | Birds in the Trap Sing McKnight                                      |
| "Low Life" (Future у дуету са The Weeknd-ом)                                                                 | 2016          | 25                      | 97                      | —                       | —                       | —                       | —                       | —                       | 26                      | 18                      | 6                       | - MC: платинумски - ARIA: златни - BPI: сребрни - IFPI ДАН: златни - RIAA: 5× платинумски | Evol                                                                 |
| "Wild Love" (Кешмер Кет у дуету са The Weeknd-ом и Франсисом енд ди Лајтсом)                                 | 2016          | —                       | —                       | —                       | —                       | —                       | —                       | —                       | —                       | —                       | —                       |                                                                                           | 9                                                                    |
| "Some Way" (Нав у дуету са The Weeknd-ом)                                                                    | 2017          | 31                      | —                       | —                       | —                       | —                       | —                       | —                       | —                       | —                       | 38                      | - MC: платинумски - RIAA: платинумски                                                     | Nav                                                                  |
| "Lust for Life" (Лана Дел Реј у дуету са The Weeknd-ом)                                                      | 2017          | 39                      | 44                      | —                       | —                       | —                       | —                       | 38                      | —                       | 64                      | —                       |                                                                                           | Lust for Life                                                        |
| "A Lie" (Френч Монтана у дуету са The Weeknd-ом и Максом Бијем)                                              | 2017          | 30                      | 71                      | —                       | —                       | —                       | —                       | 51                      | 12                      | 75                      | —                       |                                                                                           | Jungle Rules                                                         |
| "What You Want" (Бели у дуету са The Weeknd-ом)                                                              | 2018          | 47                      | —                       | —                       | —                       | —                       | —                       | —                       | —                       | —                       | —                       |                                                                                           | Immigrant                                                            |
| "—" озачава издање које или није дебитовало на тој топ-листи или није дебитовало у/на тој држави/територији. |               |                         |                         |                         |                         |                         |                         |                         |                         |                         |                         |                                                                                           |                                                                      |

### Промоциони синглови
| Наслов             | Година издања | Позиције на топ-листама | Позиције на топ-листама | Позиције на топ-листама | Позиције на топ-листама | Позиције на топ-листама | Позиције на топ-листама | Позиције на топ-листама | Позиције на топ-листама | Албум                |
| Наслов             | Година издања | КАН                     | АУС                     | ФРА                     | ХОЛ                     | НЗЛ                     | ШВЕ                     | УК                      | САД                     | Албум                |
| ------------------ | ------------- | ----------------------- | ----------------------- | ----------------------- | ----------------------- | ----------------------- | ----------------------- | ----------------------- | ----------------------- | -------------------- |
| "King of the Fall" | 2014          | —                       | —                       | —                       | —                       | —                       | —                       | —                       | —                       | Није сингл са албума |
| "False Alarm"      | 2016          | 33                      | 72                      | 98                      | 79                      | —                       | 89                      | 51                      | 55                      | Starboy              |

## Остале позициониране песме
| "High for This"                                                                                              | 2011 | —   | —  | 97  | —  | —  | —   | —   | —  | —  | —  | House of Balloons            |
| "The Morning"                                                                                                | 2011 | —   | —  | —   | —  | —  | —   | —   | —  | —  | —  | House of Balloons            |
| "In Vein" (Рик Рос у дуету са The Weeknd-ом)                                                                 | 2014 | —   | —  | —   | —  | —  | —   | 136 | 26 | —  | 47 | Mastermind                   |
| "Where You Belong"                                                                                           | 2015 | —   | —  | 111 | —  | —  | —   | 64  | 13 | 95 | 31 | Fifty Shades of Grey         |
| "Pullin Up" (Мик Мил у дуету са The Weeknd-ом)                                                               | 2015 | —   | —  | —   | —  | —  | —   | —   | —  | —  | 31 | Dreams Worth More Than Money |
| "Real Life"                                                                                                  | 2015 | 69  | —  | —   | —  | —  | 63  | 72  | 14 | 62 | 23 | Beauty Behind the Madness    |
| "Losers" (у дуету са Лабринтом)                                                                              | 2015 | 88  | —  | —   | —  | —  | 72  | 91  | 24 | 85 | 31 | Beauty Behind the Madness    |
| "Tell Your Friends"                                                                                          | 2015 | 44  | —  | —   | —  | —  | 100 | 74  | —  | 54 | 20 | Beauty Behind the Madness    |
| "Shameless"                                                                                                  | 2015 | 100 | —  | —   | —  | —  | —   | 120 | 31 | 79 | 27 | Beauty Behind the Madness    |
| "As You Are"                                                                                                 | 2015 | —   | —  | —   | —  | —  | —   | 163 | —  | —  | 42 | Beauty Behind the Madness    |
| "Dark Times" (у дуету са Едом Шираном)                                                                       | 2015 | —   | —  | —   | —  | —  | 60  | 92  | 27 | 91 | 35 | Beauty Behind the Madness    |
| "Prisoner" (у дуету са Ланом Дел Реј)                                                                        | 2015 | 51  | —  | 113 | —  | —  | 95  | 78  | 19 | 47 | 16 | Beauty Behind the Madness    |
| "Angel" | 2015 | —   | —  | —   | —  | —  | 162 | 40  | —  | —  | 38 | Beauty Behind the Madness    |
| "Pray 4 Love Angel" (Тревис Скот у дуету са The Weeknd-ом)                                                   | 2015 | —   | —  | —   | —  | —  | —   | —   | —  | —  | —  | Rodeo                        |
| "Nocturnal" (Дисклошур у дуету са The Weeknd-ом)                                                             | 2015 | —   | —  | 179 | —  | —  | —   | 103 | —  | —  | —  | Caracal                      |
| "FML" (Канје Вест у дуету са The Weeknd-ом)                                                                  | 2016 | —   | —  | —   | —  | —  | —   | 84  | 23 | 84 | 30 | The Life of Pablo            |
| "6 Inch" (Бијонсе у дуету са The Weeknd-ом)                                                                  | 2016 | 31  | —  | 47  | —  | —  | —   | 35  | 12 | 18 | 10 | Lemonade                     |
| "Secrets" | 2016 | 27  | —  | 114 | 55 | —  | 77  | 47  | 10 | 47 | 22 | Starboy                      |
| "True Colors"                                                                                                | 2016 | 32  | —  | —   | 76 | —  | 66  | 55  | 12 | 48 | 23 | Starboy                      |
| "Stargirl Interlude" (у дуету са Ланом Дел Реј)                                                              | 2016 | 51  | —  | —   | 93 | —  | —   | 73  | 21 | 61 | 32 | Starboy                      |
| "Sidewalks" (у дуету са Кендриком Ламаром)                                                                   | 2016 | 14  | —  | 143 | 47 | —  | 41  | 30  | 6  | 27 | 12 | Starboy                      |
| "Six Feet Under"                                                                                             | 2016 | 20  | —  | —   | 63 | —  | 65  | 43  | 9  | 34 | 15 | Starboy                      |
| "Love to Lay"                                                                                                | 2016 | 45  | —  | —   | 97 | —  | 85  | 68  | 18 | 71 | 39 | Starboy                      |
| "A Lonely Night"                                                                                             | 2016 | 40  | —  | 117 | 72 | —  | 67  | 53  | 11 | 69 | 37 | Starboy                      |
| "Attention"                                                                                                  | 2016 | 43  | —  | —   | 86 | —  | 95  | 78  | 24 | 67 | 35 | Starboy                      |
| "Ordinary Life"                                                                                              | 2016 | 50  | —  | —   | —  | —  | —   | 79  | 25 | 72 | 40 | Starboy                      |
| "Nothing Without You"                                                                                        | 2016 | 46  | —  | —   | —  | —  | —   | 81  | 26 | 68 | 36 | Starboy                      |
| "All I Know" (у дуету са Future-ом)                                                                          | 2016 | 38  | —  | 184 | 99 | —  | —   | 76  | 23 | 46 | 21 | Starboy                      |
| "Comin Out Strong" (Future у дуету са The Weeknd-ом)                                                         | 2017 | 43  | —  | 82  | —  | —  | —   | 83  | 22 | 48 | 19 | Hndrxx                       |
| "UnFazed" (Лил Узи Верт у дуету са The Weeknd-ом)                                                            | 2017 | 71  | —  | —   | —  | —  | —   | —   | —  | 84 | 42 | Luv Is Rage 2                |
| "Curve" (Гучи Мане у дуету са The Weeknd-ом)                                                                 | 2017 | 40  | —  | —   | —  | —  | —   | 78  | 29 | 67 | 29 | Mr. Davis                    |
| "Try Me" | 2018 | 7   | 24 | 75  | 43 | 35 | 23  | 17  | 7  | 26 | 16 | My Dear Melancholy           |
| "Wasted Times"                                                                                               | 2018 | 8   | 23 | 111 | 53 | 36 | 30  | 18  | 9  | 27 | 17 | My Dear Melancholy           |
| "I Was Never There" (у дуету са Гесафелштајном)                                                              | 2018 | 12  | 40 | 112 | 67 | —  | 40  | —   | —  | 35 | 20 | My Dear Melancholy           |
| "Hurt You" (у дуету са Гесафелштајном)                                                                       | 2018 | 17  | 37 | 103 | 63 | —  | 33  | —   | —  | 43 | 23 | My Dear Melancholy           |
| "Privilege"                                                                                                  | 2018 | 22  | 45 | 143 | 80 | —  | 54  | —   | —  | 52 | 27 | My Dear Melancholy           |
| "—" озачава издање које или није дебитовало на тој топ-листи или није дебитовало у/на тој држави/територији. |      |     |    |     |    |    |     |     |    |    |    |                              |

## Гостујућа појављивања
| Наслов                   | Година издања | Остали извођач(и)                        | Албум                                                 |
| ------------------------ | ------------- | ---------------------------------------- | ----------------------------------------------------- |
| "Nomads"                 | 2012          | Рики Хил                                 | SYLDD                                                 |
| "Remember You"           | 2012          | Виз Калифа                               | O.N.I.F.C.                                            |
| "Crew Love"              | 2012          | Дрејк                                    | Take Care                                             |
| "Good Ones Go Interlude" | 2012          | Дрејк                                    | Take Care                                             |
| "The Ride"               | 2012          | Дрејк                                    | Take Care                                             |
| "Gifted"                 | 2013          | Френч Монтана                            | Excuse My French                                      |
| "One of Those Nights"    | 2013          | Ђуси Џеј                                 | Stay Trippy (Делукс)                                  |
| "Royals" (Ремикс)        | 2013          | Лорде                                    | Нема                                                  |
| "I'm Good"               | 2013          | Лил Вејн                                 | Dedication 5                                          |
| "Exodus"                 | 2013          | M.I.A.                                   | Matangi                                               |
| "Sexodus"                | 2013          | M.I.A.                                   | Matangi                                               |
| "Secrets"                | 2013          | Џуниор Хај                               | Virtual Lover                                         |
| "Devil May Cry"          | 2013          | Нема                                     | The Hunger Games: Catching Fire                       |
| "In Vein"                | 2014          | Рик Рос                                  | Mastermind                                            |
| "Love Me Harder"         | 2014          | Аријана Гранде                           | My Everything                                         |
| "Where You Belong"       | 2015          | Нема                                     | Fifty Shades of Grey                                  |
| "Pullin' Up"             | 2015          | Мик Мил                                  | Dreams Worth More Than Money                          |
| "Pray 4 Love"            | 2015          | Тревис Скот                              | Rodeo                                                 |
| "Nocturnal"              | 2015          | Дисклошур                                | Caracal                                               |
| "Pass Dat (Ремикс)"      | 2015          | Џеремај                                  | Нема                                                  |
| "FML"                    | 2016          | Канје Вест, Керолајн Шо                  | The Life of Pablo                                     |
| "Low Life"               | 2016          | Future                                   | Evol                                                  |
| "It's All Love"          | 2016          | Бели, Старај                             | Another Day in Paradise                               |
| "Wild Love"              | 2016          | Кешмер Кет, Френсис енд ди Лајтс         | 9                                                     |
| "Wonderful"              | 2016          | Тревис Скот                              | Birds in the Trap Sing McKnight                       |
| "Rambo (Ремикс)"         | 2016          | Брисон Тајлер                            | Нема                                                  |
| "6 Inch"                 | 2016          | Бијонсе, Бели                            | Lemonade                                              |
| "Comin Out Strong"       | 2017          | Future                                   | Hndrxx                                                |
| "Some Way"               | 2017          | Нав                                      | Нав                                                   |
| "Lust for Life"          | 2017          | Лана Дел Реј                             | Lust for Life                                         |
| "A Lie"                  | 2017          | Френч Монтана, Макс Би                   | Jungle Rules                                          |
| "UnFazed"                | 2017          | Лил Узи Верт                             | Luv Is Rage 2                                         |
| "Curve"                  | 2017          | Гучи Мане                                | Mr. Davis                                             |
| "Come Thru"              | 2018          | Trouble                                  | Edgewood                                              |
| "Pray for Me"            | 2018          | Кендрик Ламар                            | Black Panther: The Album - Music from and Inspired By |
| "Bedtime Stories"        | 2018          | Рај Сремурд                              | SR3MM                                                 |
| "What You Want"          | 2018          | Бели                                     | Immigrant                                             |
| "Skeletons"              | 2018          | Тревис Скот, Тејм Импала, Фарел Вилијамс | Astroworld                                            |
| "Wake Up"                | 2018          | Тревис Скот                              | Astroworld                                            |
| "Thought I Knew You"     | 2018          | Ники Минаж                               | Queen                                                 |

## Текстописац песама
| Наслов        | Година издања | Извођач(и) | Албум                     |
| ------------- | ------------- | ---------- | ------------------------- |
| "Woo"         | 2016          | Ријана     | Анти                      |
| "Eyes Closed" | 2017          | Халсеј     | Hopeless Fountain Kingdom |

## Видеографија
| Налов                 | Година издања | Продуцент(и)        | Албум                     |
| --------------------- | ------------- | ------------------- | ------------------------- |
| "The Knowing"         | 2012          | Микаел Коломбу      | House of Balloons         |
| "High for This"       | 2012          | Џеф Рејес           | House of Balloons         |
| "Rolling Stone"       | 2012          | The Weeknd          | Thursday                  |
| "Wicked Games"        | 2012          | The Weeknd          | House of Balloons         |
| "The Zone"            | 2012          | The Weeknd          | Thursday                  |
| "Twenty Eight"        | 2013          | Набил               | Trilogy                   |
| "Kiss Land"           | 2013          | Ендру Бард          | Kiss Land                 |
| "Belong to the World" | 2013          | Ентони Мандлер      | Kiss Land                 |
| "Live For"            | 2013          | Сем Пилинг          | Kiss Land                 |
| "Pretty"              | 2013          | Сем Пилинг          | Kiss Land                 |
| "Often"               | 2014          | Сем Пилинг          | Beauty Behind the Madness |
| "King of the Fall"    | 2014          | Глен Мајкл          | Нема                      |
| "Love Me Harder"      | 2014          | Хана Лукс Дејвис    | My Everything             |
| "Earned It"           | 2015          | Сем Тејлор-Џонсон   | Fifty Shades of Grey      |
| "The Hills"           | 2015          | Грант Сингер        | Beauty Behind the Madness |
| "Can't Feel My Face"  | 2015          | Грант Сингер        | Beauty Behind the Madness |
| "Tell Your Friends"   | 2015          | Грант Сингер        | Beauty Behind the Madness |
| "The Hills (Ремикс)"  | 2015          | Набил               | The Hills Remixes         |
| "In the Night"        | 2015          | BRTHR               | Beauty Behind the Madness |
| "Starboy"             | 2016          | Грант Сингер        | Starboy                   |
| "False Alarm"         | 2016          | Иља Најшулер        | Starboy                   |
| "Party Monster"       | 2017          | BRTHR               | Starboy                   |
| "Reminder"            | 2017          | Глен Мајкл          | Starboy                   |
| "I Feel It Coming"    | 2017          | Ворен Фу            | Starboy                   |
| "Secrets"             | 2017          | Педро Мартин-Калеро | Starboy                   |
| "Call Out My Name"    | 2018          | Грант Сингер        | My Dear Melancholy        |